# Saccharoseacetatisobutyrat
Saccharoseacetatisobutyrat ist ein Emulgator und Lebensmittelzusatzstoff mit der E-Nummer 444. Saccharoseacetatisobutyrat (SAIB) wird seit den 1950er-Jahren in der Lebensmittelindustrie eingesetzt.

## Eigenschaften
Bei Saccharoseacetatisobutyrat handelt es sich um einen sogenannten Weighting Agent; einen die Dichte beeinflussenden Stoff. Er „beschwert“ Aromen, so dass diese nicht als ölige Tropfen auf der Limonade schwimmen oder milchige Trübungen verursachen, sondern sich gleichmäßig in der Flüssigkeit verteilen. Zugleich stabilisiert er das Aroma, die Farbe und den Trub, falls dieser erwünscht ist. Im Gegensatz zu den USA, wo bromierte Pflanzenöle (BVO) eingesetzt werden, ist SAIB der in Europa häufigste Weighting Agent.

## Verwendung
In Europa besteht gemäß Verordnung (EG) Nr. 1333/2008 eine Zulassung für die Verwendung von E 444 nur für nichtalkoholische, aromatisierte trübe Getränke und aromatisierte trübe Spirituosen mit einem Alkoholgehalt von weniger als 15 %; die erlaubte Höchstmenge beträgt 300 mg/l. Die gleiche Höchstgrenze gilt in der Schweiz für Tafelgetränke, Limonaden, Tafelwasser und Tafelgetränke mit Milchprodukten nach Anlage 7 der Verordnung des EDI über die in Lebensmitteln zulässigen Zusatzstoffe (Zusatzstoffverordnung).

## Biologische Bedeutung

### Toxikologie
Für bis zu 10 % SAIB enthaltenes Futter, wurde nur eine sehr geringe akute und chronische Toxizität bei Ratten und Affen beobachtet. Dies trifft auch für Hunde zu, allerdings zeigten sich hier Veränderungen der Leberfunktionen. Diese betrafen die Eliminierung von Bromsulfophthalein (BSP) und Indocyaningrün (ICG) aus dem Blutserum, was auf eine Beeinflussung der Ausscheidung von Galle hinweist. Auch wurden erhöhte Werte für alkalische Phosphatase im Serum gefunden. Ferner führte fortgesetztes Füttern zu Veränderungen der Feinstruktur der Hundeleber, wie elektronenmikroskopische Untersuchungen zeigten. Der Grenzwert, bei dem auch bei Hunden kein Effekt zu beobachten war, liegt bei 5 mg/kg und Tag. Dieser lag im Fall von Ratten bei 4 mg/kg und Tag, bei Affen 10 mg/kg und Tag und beim Menschen bei 20 mg/kg und Tag. Dies zeigt, dass die Effekte beim Hund pharmakologischer Natur sind, und die Unterschiede auf einer individuellen Physiologie beruhen und nicht quantitative Ursachen haben.

### Teratogenität
Teratologische Untersuchungen an Ratten und Kaninchen zeigten bei Tagesdosen von 2 g/kg (Ratten) und 1,2 g/kg (Kaninchen) keinerlei Teratogenität über drei Generationen hinweg.

## Analytik
SAIB lässt sich nach vorangegangener Festphasenextraktion mit Hilfe gaschromatographisch-massenspektrometrischer Methoden bestimmen. Die Nachweisgrenze beträgt hierbei 0,01 %.